# Cratere Fournier
Fournier  è un cratere sulla superficie di Marte.